# Haemantheae
Tribu
Les Haemantheae sont une tribu appartenant à la famille des Amaryllidaceae, dans la sous-famille des Amaryllidoideae.
Cette tribu africaine comprend des genres dont le fruit est une baie charnue, et non des capsules sèches, mais ces graines sont de viabilité assez brève. En général, ils peuvent avoir un bulbe, mais aussi des racines fasciculées (ou des rhizomes), comme Clivia, Scadoxus (en partie) et Cryptostephanus.

## Genres
Cette tribu comprend les 6 genres suivants :
- Apodolirion - Clivia - Cryptostephanus  - Gethyllis - Haemanthus - Scadoxus

L'arbre phylogénétique le plus synthétique, trouvé lors de l'analyse de l'ADN nucléaire et du plaste dans une étude de 2004, est celui-ci : 
|  | Apodolirion, Gethyllis                                  |
|  |                                                         |
|  | \| \| Haemanthus \| \| \| \| \| \| Scadoxus \| \| \| \| |
|  |                                                         |
|  | Haemanthus                                              |
|  |                                                         |
|  | Scadoxus                                                |
|  |                                                         |

|  | Haemanthus |
|  |            |
|  | Scadoxus   |
|  |            |

|  | Clivia          |
|  |                 |
|  | Cryptostephanus |
|  |                 |

|  | Apodolirion, Gethyllis                                  |
|  |                                                         |
|  | \| \| Haemanthus \| \| \| \| \| \| Scadoxus \| \| \| \| |
|  |                                                         |
|  | Haemanthus                                              |
|  |                                                         |
|  | Scadoxus                                                |
|  |                                                         |

|  | Haemanthus |
|  |            |
|  | Scadoxus   |
|  |            |

|  | Clivia          |
|  |                 |
|  | Cryptostephanus |
|  |                 |

### Biogéographie
Quatre genres (Haemanthus, Clivia, Gethyllis, Apodolirion) sont limités à l'Afrique du Sud et au sud de la Namibie.
Gethyllis est surtout présent dans la région à pluie hivernale tandis qu’Apodolirion occupe la région à pluie estivale.
Scadoxus est répandu depuis l'Afrique du Sud jusqu'en Afrique de l'Ouest et de l'Est et au Yémen.
Cryptostephanus, absent d'Afrique du Sud, est répandu en Afrique tropicale (Angola, Tanzanie, Kenya…)